# Grózer Anna
Grózer Anna, Királyné (Budapest, 1969. június 4. – 2023. január 24.) válogatott magyar röplabdázó, edző.

## Pályafutása
1982-től volt a Tungsram SC röplabdázója, közben 1986 és 1990 között az Újpesti Dózsa csapatában szerepelt. Összesen három magyar bajnok címet és két magyar kupagyőzelmet ért el. Tagja volt a Tungsram 1985-ös BEK-bronzérmes csapatának.
1987 és 1991 között 41 alkalommal szerepelt a válogatottban. Részt vett az 1987-es Európa-bajnokságon.
Edzőként az ÚTE utánpótlás csapatainál tevékenykedett. Halálakor a Magyar Röplabda Szövetség utánpótlás irodájának munkatársa volt.

## Családja
Férje Király Zsolt válogatott röplabdázó. Testvére Grózer György (1964) szintén magyar válogatott röplabdázó, aki 1985-től Németországban él. Az ö gyermekei is röplabdázók: Grózer György (1984) német válogatott és Grózer Dóra (1995).

## Sikerei, díjai
- Bajnokcsapatok Európa Kupája (BEK)
  - bronzérmes: 1986
- Magyar bajnokság
  - bajnok (3): 1984–85, 1986–87, 1989–90
  - 2. (2): 1985–86, 1987–88
- Magyar kupa
  - győztes (2): 1985, 1987
  - 2. (3): 1986, 1988, 1990
- Strandröplabda: 
  - Magyar bajnoki bronzérmes: 1990